# Hieracium calcogeton
Hieracium calcogeton es una especie de planta con flor del género Hieracium, de la familia Asteraceae, orden Asterales.

## Distribución
Hieracium calcogeton se distribuye por Rumania y Hungría.

## Taxonomía
Fue descrita científicamente por (Zahn) Greuter. Fue publicada en Willdenowia 37: 147 (2007).